# フリードリヒ・カール・ヴィルヘルム

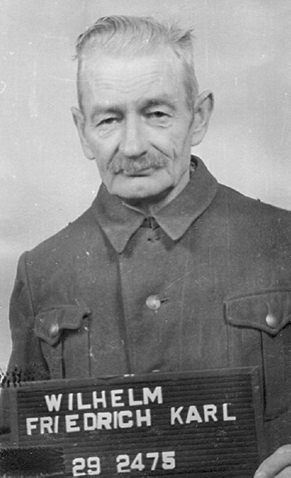
フリードリヒ・カール・ヴィルヘルム（1947年4月）

フリードリヒ・カール・ヴィルヘルム（ドイツ語: Friedrich Karl Wilhelm, 1890年3月6日 - 1948年11月26日）は、ドイツの軍人。ナチス・ドイツの時代に親衛隊(SS)の隊員として、ブーヘンヴァルト強制収容所の先任衛生員(leitender Sanitätsdienstgrad)などを務めた。最終階級は親衛隊少尉(SS-Untersturmführer)。

## 経歴
ヴィルヘルムは1939年9月以降にブーヘンヴァルト強制収容所に親衛隊衛生員(SS-Sanitätsdienstgrad)として配属され、1941年1月から1945年4月まで同収容所の先任衛生員として勤務した。かつてブーヘンヴァルトに収容されていたオイゲン・コーゴンによれば、ヴィルヘルムは大酒飲みで、また収容者からは「老いぼれヴィレム」(der alte Willem)と呼ばれていたという。敗戦直前の1945年にはヴィルヘルムとその他3人の衛生員が毒物注射を用いて収容者を毎日のように殺害していたという。
収容者を浴場に案内しようとする衛生員を見つけるなり、ヴィルヘルムは大声で怒鳴りつけた。「君は何を考えているのだね。そのゴミを風呂に入れるだって？我々はそいつで石鹸を作るのだというのに！」それから彼は病人の数を書き留め、夕方までに移送させた。
敗戦後、ヴィルヘルムは進駐してきたアメリカ軍によって逮捕され、ダッハウ裁判の一環として開かれたブーヘンヴァルト主要裁判の中で裁かれた。彼は連合軍捕虜を毒物注射を用いて殺害した容疑で起訴された。法廷では自ら「命令に従っただけだ」と証言し、また「医学的見地から考えて、彼らは私が注射をしなくても死んでいたに違いない」とも述べ、殺害は収容者への病気の蔓延を防ぐための措置だったと主張した。1947年8月14日、ヴィルヘルムは「ブーヘンヴァルト強制収容所における主要な業務に関与していた」と判断され、絞首刑による死刑が宣告された。1948年11月26日、ランツベルク戦犯収容所にて絞首刑に処された。

## 関連書籍
- Buchenwald-Hauptprozess: Deputy Judge Advocate's Office 7708 War Crimes Group European Command APO 407: (United States of America v. Josias Prince zu Waldeck et al. – Case 000-50-9), November 1947  Originaldokument in englischer Sprache (PDF-Datei; 17,4 MB)